# Platinum Dunes
Platinum Dunes är ett amerikanskt filmbolag, skapat i november 2001 av Michael Bay, Brad Fuller  och Andrew Form.  Ursprungligen var man inriktade på nyinspelningar av gamla skräckfilmer.
Den 7 oktober 2009 meddelade Paramount Pictures att man tillsammans med Platinum Dunes skulle söka sig bort från skräckgenren, mot action- och thrillergenrerna. Den 27 maj 2010 meddelades att man kommer arbeta med en ny Turtlesfilm.

### Fotnoter
1. ↑  hämtat från: franskspråkiga Wikipedia.[källa från Wikidata]
2. ↑  Harris, Dana (3 mars 2002). ”O’seas distribs rev up ‘Chainsaw’ redo”. Variety. http://www.variety.com/article/VR1117861734?refCatId=13.
3. ↑  ”Paramount Pictures Signs First-Look Deal with Platinum Dunes”. Bloody Disgusting. http://www.bloody-disgusting.com/news/17615.
4. ↑  Platinum Dunes Steers 'Turtles' Relaunch | Deadline Hollywood